# Liste des cours d'eau en Espagne

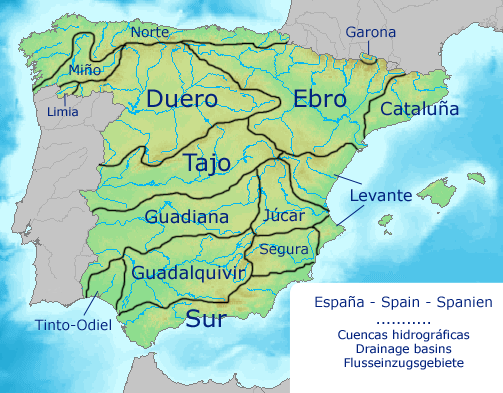
La carte des bassins hydrographiques

Cet article recense les cours d'eau les plus longs d'Espagne. 
Les cours d'eau sont classés par longueur, quels que soient les noms employés pour des sections différentes, même si en Espagne est généralement conservé le nom de la source à l'embouchure (dans d'autres pays, il est très fréquent que les différentes sections d'une même rivière aient un nom différent).
La présentation de l'hydrographie espagnole est divisée en bassins. La rivière principale du bassin est placée en début de ligne, les autres avec un décrochage en fonction de leur tributaire.

## Cours d'eau tributaires dugolfe de Gascogne
- Bidassoa
- Nervion
- Ibaizabal
- Asón
- Miera
- Pas
  - Pisueña
- Saja
  - Besaya
- Nansa
- Escudo
- Deva
  - Cares
- Sella
- Nalón
  - Narcea
- Navia
  - Ibias
- Eo

## Cours d'eau côtiers tributaires de l'océan Atlantique
- Tambre
- Ulla
- Eume
- Lérez
- Tambre

### Bassin-versant duMinho
- Minho
  - Sil
    - Cabrera
    - Cúa
    - Boeza

  - Tea
  - Arnoia
  - Neira
  - Avia
    - Arenteiro

### Bassin-versant duDouro
- Douro (Duero)
  - Águeda
  - Huebra
    - Yeltes

  - Uces
  - Tormes
    - Almar
    - Corneja
    - Valvanera

  - Esla
    - Aliste
    - Tera
    - Órbigo
      - Luna
      - Eria
      - Tuerto
        - Duerna

      - Omaña

    - Cea
    - Bernesga
    - Porma

  - Hornija
    - Bajoz

  - Valderaduey
    - Navajos
    - Sequillo

  - Guareña
  - Trabancos
  - Zapardiel
  - Adaja
    - Eresma
      - Voltoya

  - Pisuerga
    - Esgueva
    - Carrión
    - Valdeginate
    - Ucieza
    - Cueza
    - Arlanza
      - Arlanzón (rivière)
        - Úrbel
        - Ubierna

    - Odra
    - Valdavia

  - Cega
    - Pirón

  - Duratón
  - Arandilla
  - Riaza
    - Aguisejo

### Bassin-versant duTage
- Tage
  - Salor
  - Alagón
    - Jerte

  - Almonte
  - Tiétar
  - Ibor
  - Alberche
    - Cofio

  - Guadarrama
  - Algodor
  - Jarama
    - Tajuña
    - Manzanares
    - Henares
      - Sorbe
      - Cañamares
      - Torote

    - Lozoya

  - Guadiela
    - Escabas

  - Gallo

### Bassin-versant duGuadiana
- Guadiana
  - Záncara
    - Córcoles

  - Cigüela
    - Riánsares
    - Amarguillo

  - Azuer
  - Jabalón
  - Bullaque
  - Estena
  - Guadalemar
  - Guadalupe (es)
  - Zújar
    - Guadalefra
    - Guadalmez
    - Guadamatilla

  - Ruecas
    - Gargaligas

  - Ortiga
  - Guádamez
  - Burdalo
  - Matachel
  - Lacara
  - Guadajira
  - Ardila
  - Chanza

### Cours d'eau tributaires dugolfe de Cadix

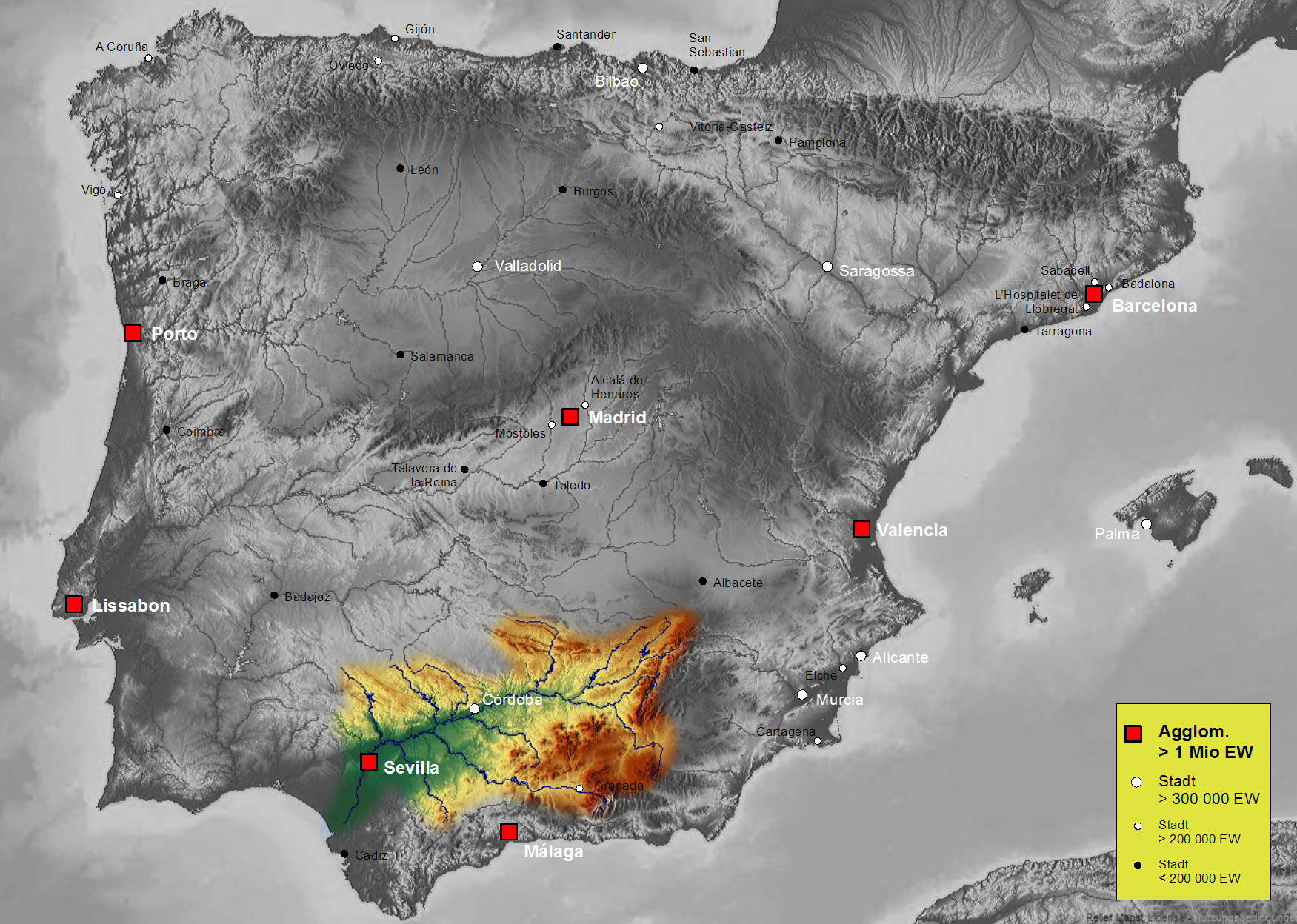
Le bassin du Guadalquivir

- Río Tinto
- Odiel
- Guadalquivir
  - Guadiana Menor
  - Guadajoz
  - Genil
  - Guadaíra
  - Guadalimar
  - Corbonés
  - Jándula
  - Bembézar
  - Viar
- Guadalete

## Cours d'eau tributaires de lamer Méditerranée
- Guadiaro
- Guadalhorce
- Guadalmedina
- Guadalfeo
  - Dúrcal (Ízbor)
- Adra
- Andarax
- Almanzora
- Segura
  - Mundo
  - Guadalentín
- Júcar
  - Cabriel
  - Magro
  - Valdemembra
- Turia
- Mijares

### Bassin-versant de l'Èbre

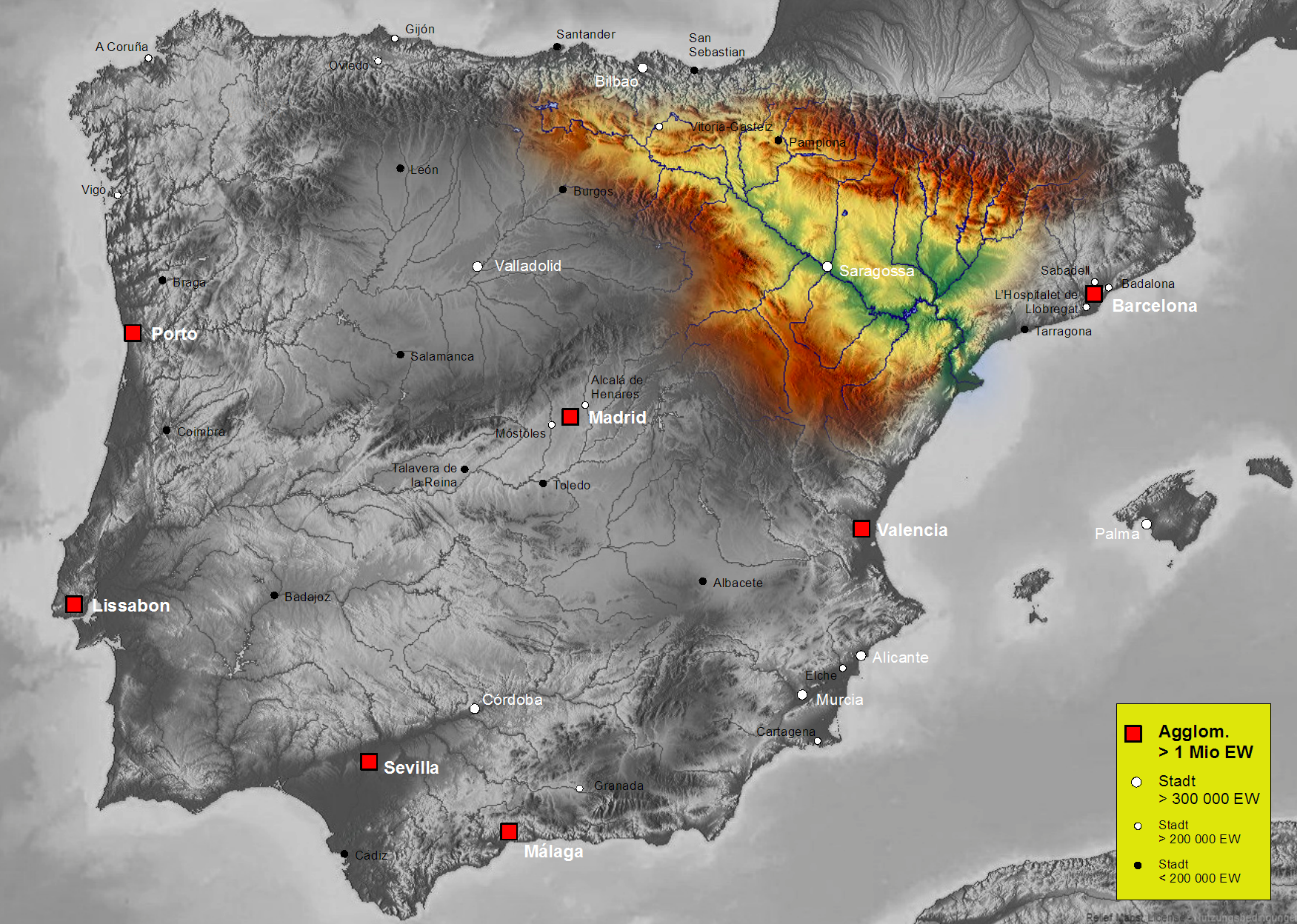
Le bassin de l'Èbre

- Èbre
  - Zadorra
  - Najerilla
  - Ega
  - Cidacos
  - Aragon
    - Arga

  - Alhama
  - Arba
  - Jalón
    - Rivière Jiloca

  - Huerva
  - Gállego
  - Aguasvivas
  - Martín
  - Guadalope
  - Sègre
    - Cinca
      - Ésera

    - Noguera Ribagorzana
    - Noguera Pallaresa
      - Noguera de Cardós
        - Noguera de Vallferrera

  - Matarraña

## Fleuves catalans
- Francolí
- Llobregat
  - Cardener
- Tordera
- Ter
- Fluvià